# Parapolynemus verekeri
Parapolynemus verekeri är en fiskart som först beskrevs av Saville-kent, 1889.  Parapolynemus verekeri ingår i släktet Parapolynemus och familjen Polynemidae. Inga underarter finns listade i Catalogue of Life.